# Distanzsignal

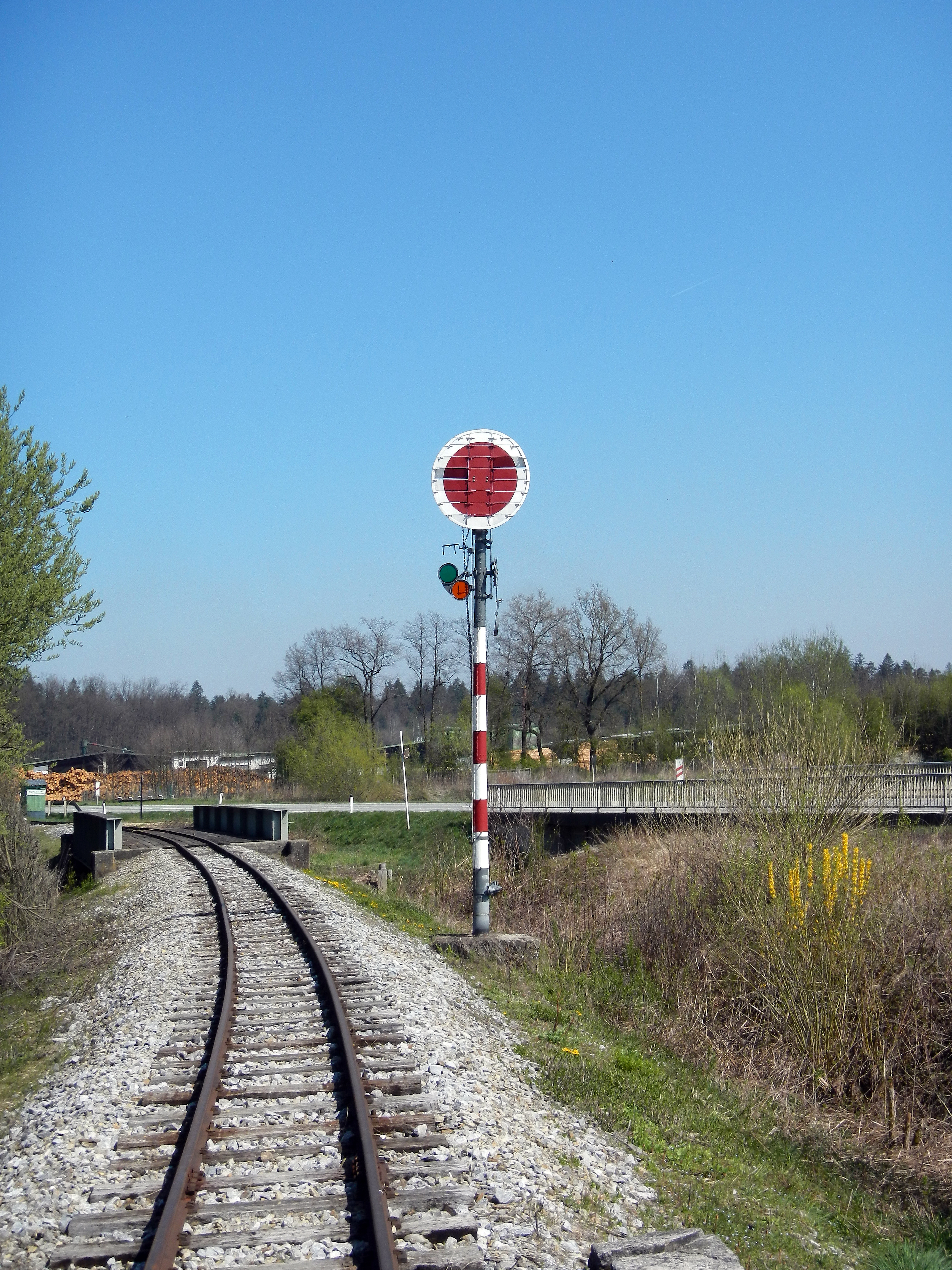
Distanzsignal an der museal betriebenen Stainzerbahn in Österreich (2014)

Ein Distanzsignal war eine Art eines ortsfesten Scheiben- oder Flügel-Signales, das vor Gefahrenstellen aufgestellt wurde.
In Österreich standen sie in der Regel 500 Meter vor der ersten Weiche des Bahnhofes bzw. der Abzweigung oder der Kreuzung, die gedeckt werden sollte. Im Unterschied zu Einfahrsignalen, die in geringerer Entfernung zum Gefahrpunkt aufgestellt wurden, besaßen Distanzsignale nur einen Signalflügel und waren nicht mit einem Vorsignal verbunden, sodass sie nur „Frei“ und – in Grundstellung – „Halt“ zeigen konnten. Bei Flügelsignalen waren die Signalbegriffe mit denen einflügeliger Formhauptsignale bis auf die Nachtzeichen identisch, Scheibensignale zeigten bei „Halt“ dem Zug die rote Fläche der Scheibe, bei „Frei“ war die Scheibe nach oben weggeklappt oder seitlich weggedreht. Diese Betätigung erfolgte entweder mechanisch oder elektrisch vom bedienenden Stellwerk. Distanzsignale mussten mit optischen oder akustischen Kontrolleinrichtungen versehen sein; beispielsweise waren Kontrollklingeln im Stellwerk angebracht, die bei Haltstellung des Signals kontinuierlich klingelten.

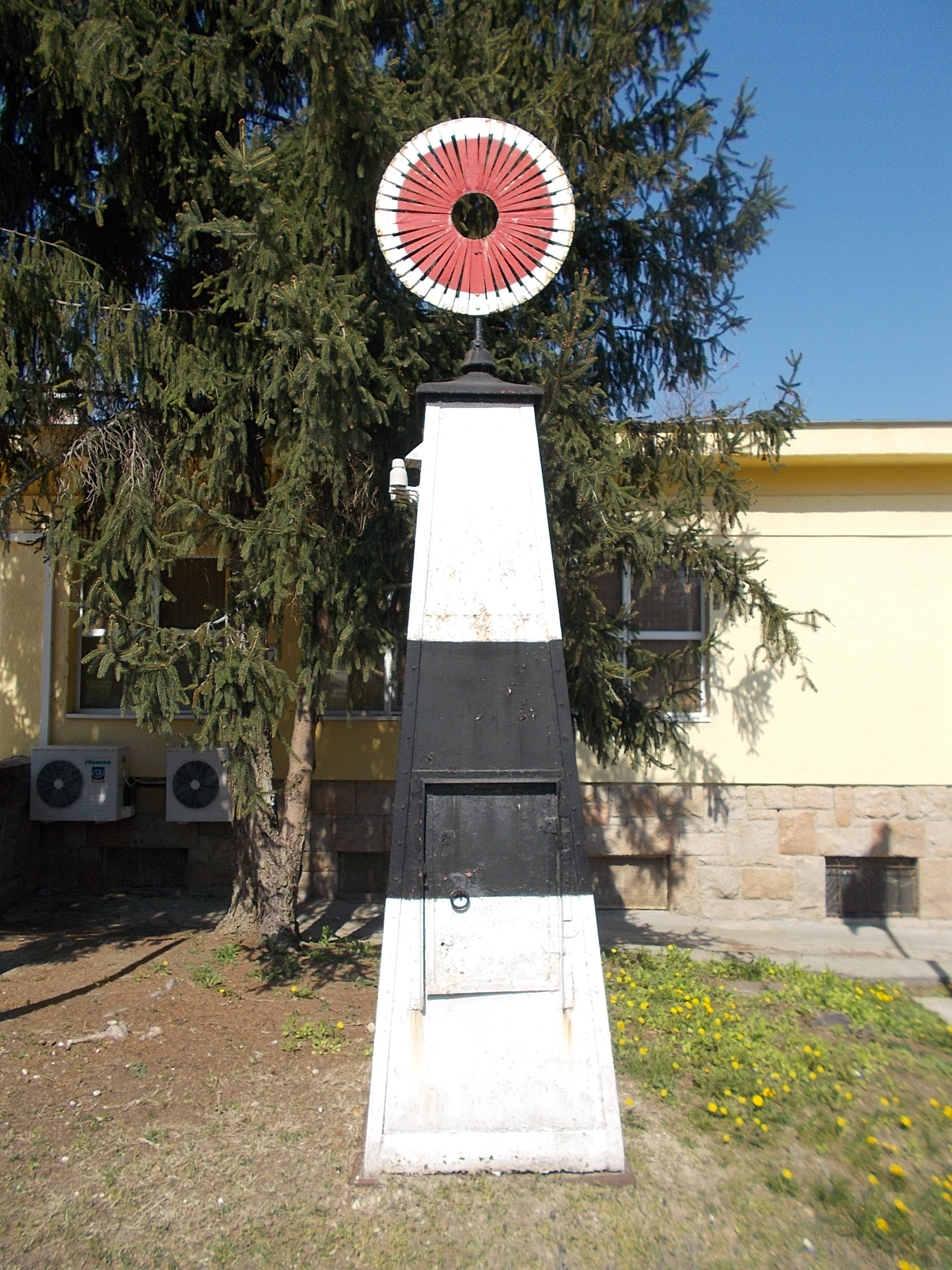
Ungarisches Distanzsignal als Denkmal bei der Kindereisenbahn Budapest

Um 1910 waren derartige Signale bei deutschen Eisenbahnen nicht mehr im Einsatz, in Österreich sollten die zu dieser Zeit noch vorhandenen Signale allmählich durch mit Vorsignalen verbundene Einfahrsignale ersetzt werden. Ähnliche Signale existierten oder existieren unter anderem auch in Belgien, Frankreich, Kroatien, Rumänien und Ungarn. Die Betriebsvorschrift in Frankreich sah vor, dass der Lokführer bei Halt- bzw. Warnstellung des Distanzsignales mit verminderter Geschwindigkeit weiterfahren durfte, sich aber auf ein Fahrthindernis oder Haltsignal einstellen musste.